# Liga Superior Femenina de Baloncesto de 2022
La Liga Superior Femenina de Baloncesto 2022 fue la tercera edición de la máxima categoría del baloncesto profesional femenino en Colombia, organizado por la Federación Colombiana de Baloncesto con apoyo del Ministerio del Deporte, y se disputa del 15 de julio al 28 de agosto.
Las campeonas defensoras eran Atlantas de Barranquilla, que decidieron no tomar parte de esta temporada por falta de apoyo económico. El equipo campeón representará a Colombia en la Liga Sudamericana Femenina de Clubes de Básquetbol 2023.

## Equipos participantes
| Equipo                   | Ciudad      | Departamento       |
| ------------------------ | ----------- | ------------------ |
| Club Raptors             | Pereira     | Risaralda          |
| Club Valtam              | Soacha      | Cundinamarca       |
| Guerreros de Bogotá      | Bogotá      | Bogotá, D. C.      |
| Hormigas Inder Santander | Bucaramanga | Santander          |
| Indeportes Antioquia     | Medellín    | Antioquia          |
| Liga de Bogotá           | Bogotá      | Bogotá, D. C.      |
| Liga de Casanare         | Yopal       | Casanare           |
| Liga de Cundinamarca     | Madrid      | Cundinamarca       |
| Liga del Huila           | Neiva       | Huila              |
| Motilonas del Norte      | Cúcuta      | Norte de Santander |
| Power Basketball Club    | Manizales   | Caldas             |
| Universidad de Medellín  | Medellín    | Antioquia          |

## Primera fase
|  | Clasificadas a la Segunda fase. |
|  | Eliminadas.                     |

### Conferencia Andina
| Pos | Equipos                 | PTS | PG | PP | PJ | PTFA | PTCO |
| --- | ----------------------- | --- | -- | -- | -- | ---- | ---- |
| 1.  | Indeportes Antioquia    | 10  | 4  | 2  | 6  | 378  | 348  |
| 2.  | Universidad de Medellín | 10  | 4  | 2  | 6  | 398  | 405  |
| 3.  | Power Basketball Club   | 8   | 2  | 4  | 6  | 364  | 373  |
| 4.  | Club Raptors            | 8   | 2  | 4  | 6  | 393  | 407  |

- Todos los partidos se disputan en el Coliseo Iván de Bedout de Medellín.

| Ronda 1     | Ronda 1   | Ronda 1   | Ronda 1     | Ronda 1 | Ronda 1         |
| Local       | Resultado | Visitante | Fecha       | Hora    | Transmisión     |
| ----------- | --------- | --------- | ----------- | ------- | --------------- |
| U. Medellín | 78 : 61   | Power     | 15 de julio | 18:00   | Sin transmisión |
| Antioquia   | 69 : 52   | Raptors   | 15 de julio | 20:00   | Sin transmisión |

| Ronda 2     | Ronda 2   | Ronda 2   | Ronda 2     | Ronda 2 | Ronda 2         |
| Local       | Resultado | Visitante | Fecha       | Hora    | Transmisión     |
| ----------- | --------- | --------- | ----------- | ------- | --------------- |
| U. Medellín | 86 : 83   | Raptors   | 16 de julio | 16:00   | Sin transmisión |
| Antioquia   | 59 : 48   | Power     | 16 de julio | 18:00   | Sin transmisión |

| Ronda 3   | Ronda 3   | Ronda 3     | Ronda 3     | Ronda 3 | Ronda 3         |
| Local     | Resultado | Visitante   | Fecha       | Hora    | Transmisión     |
| --------- | --------- | ----------- | ----------- | ------- | --------------- |
| Raptors   | 75 : 66   | Power       | 17 de julio | 10:00   | Sin transmisión |
| Antioquia | 63 : 71   | U. Medellín | 17 de julio | 12:00   | Sin transmisión |

| Ronda 4     | Ronda 4   | Ronda 4   | Ronda 4     | Ronda 4 | Ronda 4         |
| Local       | Resultado | Visitante | Fecha       | Hora    | Transmisión     |
| ----------- | --------- | --------- | ----------- | ------- | --------------- |
| U. Medellín | 57 : 52   | Power     | 22 de julio | 18:00   | Sin transmisión |
| Antioquia   | 65 : 55   | Raptors   | 22 de julio | 20:00   | Sin transmisión |

| Ronda 5     | Ronda 5   | Ronda 5   | Ronda 5     | Ronda 5 | Ronda 5         |
| Local       | Resultado | Visitante | Fecha       | Hora    | Transmisión     |
| ----------- | --------- | --------- | ----------- | ------- | --------------- |
| U. Medellín | 57 : 73   | Raptors   | 23 de julio | 16:00   | Sin transmisión |
| Antioquia   | 49 : 73   | Power     | 23 de julio | 18:00   | Sin transmisión |

| Ronda 6   | Ronda 6   | Ronda 6     | Ronda 6     | Ronda 6 | Ronda 6         |
| Local     | Resultado | Visitante   | Fecha       | Hora    | Transmisión     |
| --------- | --------- | ----------- | ----------- | ------- | --------------- |
| Raptors   | 55 : 64   | Power       | 24 de julio | 10:00   | Sin transmisión |
| Antioquia | 73 : 49   | U. Medellín | 24 de julio | 12:00   | Sin transmisión |

### Conferencia Centro
| Pos | Equipos              | PTS | PG | PP | PJ | PTFA | PTCO |
| --- | -------------------- | --- | -- | -- | -- | ---- | ---- |
| 1.  | Liga de Cundinamarca | 11  | 5  | 1  | 6  | 374  | 268  |
| 2.  | Club Valtam          | 11  | 5  | 1  | 6  | 379  | 261  |
| 3.  | Liga de Bogotá       | 8   | 2  | 4  | 6  | 344  | 334  |
| 4.  | Liga de Casanare     | 6   | 0  | 6  | 6  | 212  | 446  |

- Todos los partidos se disputan en el Coliseo General Santander de Soacha.

| Ronda 1      | Ronda 1   | Ronda 1   | Ronda 1     | Ronda 1 | Ronda 1         |
| Local        | Resultado | Visitante | Fecha       | Hora    | Transmisión     |
| ------------ | --------- | --------- | ----------- | ------- | --------------- |
| Cundinamarca | 53 : 47   | Bogotá    | 15 de julio | 18:00   | Sin transmisión |
| Valtam       | 60 : 30   | Casanare  | 15 de julio | 20:00   | Sin transmisión |

| Ronda 2  | Ronda 2   | Ronda 2      | Ronda 2     | Ronda 2 | Ronda 2         |
| Local    | Resultado | Visitante    | Fecha       | Hora    | Transmisión     |
| -------- | --------- | ------------ | ----------- | ------- | --------------- |
| Casanare | 24 : 76   | Cundinamarca | 16 de julio | 16:00   | Sin transmisión |
| Valtam   | 76 : 49   | Bogotá       | 16 de julio | 18:00   | Sin transmisión |

| Ronda 3 | Ronda 3   | Ronda 3      | Ronda 3     | Ronda 3 | Ronda 3         |
| Local   | Resultado | Visitante    | Fecha       | Hora    | Transmisión     |
| ------- | --------- | ------------ | ----------- | ------- | --------------- |
| Bogotá  | 69 : 33   | Casanare     | 17 de julio | 10:00   | Sin transmisión |
| Valtam  | 62 : 58   | Cundinamarca | 17 de julio | 12:00   | Sin transmisión |

| Ronda 4      | Ronda 4   | Ronda 4   | Ronda 4     | Ronda 4 | Ronda 4         |
| Local        | Resultado | Visitante | Fecha       | Hora    | Transmisión     |
| ------------ | --------- | --------- | ----------- | ------- | --------------- |
| Cundinamarca | 65 : 52   | Bogotá    | 22 de julio | 18:00   | Sin transmisión |
| Valtam       | 88 : 28   | Casanare  | 22 de julio | 20:00   | Sin transmisión |

| Ronda 5  | Ronda 5   | Ronda 5      | Ronda 5     | Ronda 5 | Ronda 5         |
| Local    | Resultado | Visitante    | Fecha       | Hora    | Transmisión     |
| -------- | --------- | ------------ | ----------- | ------- | --------------- |
| Casanare | 47 : 73   | Cundinamarca | 23 de julio | 16:00   | Sin transmisión |
| Valtam   | 57 : 47   | Bogotá       | 23 de julio | 18:00   | Sin transmisión |

| Ronda 6 | Ronda 6   | Ronda 6      | Ronda 6     | Ronda 6 | Ronda 6         |
| Local   | Resultado | Visitante    | Fecha       | Hora    | Transmisión     |
| ------- | --------- | ------------ | ----------- | ------- | --------------- |
| Bogotá  | 80 : 50   | Casanare     | 24 de julio | 10:00   | Sin transmisión |
| Valtam  | 36 : 49   | Cundinamarca | 24 de julio | 12:00   | Sin transmisión |

### Conferencia Oriente
| Pos | Equipos               | PTS | PG | PP | PJ | PTFA | PTCO |
| --- | --------------------- | --- | -- | -- | -- | ---- | ---- |
| 1.  | Hormigas de Santander | 12  | 6  | 0  | 6  | 394  | 296  |
| 2.  | Guerreros de Bogotá   | 10  | 4  | 2  | 6  | 309  | 261  |
| 3.  | Motilonas del Norte   | 8   | 2  | 4  | 6  | 292  | 323  |
| 4.  | Liga del Huila        | 6   | 0  | 6  | 6  | 238  | 353  |

- Los partidos se disputan en el Coliseo Toto Hernández de Cúcuta y en el Coliseo UNAB de Bucaramanga.

| Ronda 1   | Ronda 1   | Ronda 1   | Ronda 1                        | Ronda 1     | Ronda 1 | Ronda 1         |
| Local     | Resultado | Visitante | Coliseo                        | Fecha       | Hora    | Transmisión     |
| --------- | --------- | --------- | ------------------------------ | ----------- | ------- | --------------- |
| Hormigas  | 53 : 49   | Guerreros | Coliseo Toto Hernández, Cúcuta | 15 de julio | 18:00   | Sin transmisión |
| Motilonas | 60 : 40   | Huila     | Coliseo Toto Hernández, Cúcuta | 15 de julio | 20:00   | Sin transmisión |

| Ronda 2   | Ronda 2   | Ronda 2   | Ronda 2                        | Ronda 2     | Ronda 2 | Ronda 2         |
| Local     | Resultado | Visitante | Coliseo                        | Fecha       | Hora    | Transmisión     |
| --------- | --------- | --------- | ------------------------------ | ----------- | ------- | --------------- |
| Huila     | 42 : 58   | Hormigas  | Coliseo Toto Hernández, Cúcuta | 16 de julio | 16:00   | Sin transmisión |
| Motilonas | 26 : 51   | Guerreros | Coliseo Toto Hernández, Cúcuta | 16 de julio | 18:00   | Sin transmisión |

| Ronda 3   | Ronda 3   | Ronda 3   | Ronda 3                        | Ronda 3     | Ronda 3 | Ronda 3         |
| Local     | Resultado | Visitante | Coliseo                        | Fecha       | Hora    | Transmisión     |
| --------- | --------- | --------- | ------------------------------ | ----------- | ------- | --------------- |
| Guerreros | 42 : 27   | Huila     | Coliseo Toto Hernández, Cúcuta | 17 de julio | 10:00   | Sin transmisión |
| Motilonas | 49 : 62   | Hormigas  | Coliseo Toto Hernández, Cúcuta | 17 de julio | 12:00   | Sin transmisión |

| Ronda 4   | Ronda 4   | Ronda 4   | Ronda 4                   | Ronda 4     | Ronda 4 | Ronda 4         |
| Local     | Resultado | Visitante | Coliseo                   | Fecha       | Hora    | Transmisión     |
| --------- | --------- | --------- | ------------------------- | ----------- | ------- | --------------- |
| Motilonas | 56 : 36   | Huila     | Coliseo UNAB, Bucaramanga | 22 de julio | 17:00   | Sin transmisión |
| Hormigas  | 66 : 51   | Guerreros | Coliseo UNAB, Bucaramanga | 22 de julio | 19:00   | Sin transmisión |

| Ronda 5   | Ronda 5   | Ronda 5   | Ronda 5                   | Ronda 5     | Ronda 5 | Ronda 5         |
| Local     | Resultado | Visitante | Coliseo                   | Fecha       | Hora    | Transmisión     |
| --------- | --------- | --------- | ------------------------- | ----------- | ------- | --------------- |
| Guerreros | 56 : 42   | Huila     | Coliseo UNAB, Bucaramanga | 23 de julio | 17:00   | Sin transmisión |
| Hormigas  | 74 : 54   | Motilonas | Coliseo UNAB, Bucaramanga | 23 de julio | 19:00   | Sin transmisión |

| Ronda 6   | Ronda 6   | Ronda 6   | Ronda 6                   | Ronda 6     | Ronda 6 | Ronda 6         |
| Local     | Resultado | Visitante | Coliseo                   | Fecha       | Hora    | Transmisión     |
| --------- | --------- | --------- | ------------------------- | ----------- | ------- | --------------- |
| Motilonas | 47 : 60   | Guerreros | Coliseo UNAB, Bucaramanga | 24 de julio | 17:00   | Sin transmisión |
| Hormigas  | 81 : 51   | Huila     | Coliseo UNAB, Bucaramanga | 24 de julio | 19:00   | Sin transmisión |

## Segunda fase
|  | Clasificadas a la Semifinal. |
|  | Eliminadas.                  |

### Cuadrangular 1
| Pos | Equipos               | PTS | PG | PP | PJ | PTFA | PTCO |
| --- | --------------------- | --- | -- | -- | -- | ---- | ---- |
| 1.  | Guerreros de Bogotá   | 6   | 3  | 0  | 3  | 197  | 162  |
| 2.  | Indeportes Antioquia  | 5   | 2  | 1  | 3  | 177  | 154  |
| 3.  | Power Basketball Club | 4   | 1  | 2  | 3  | 150  | 139  |
| 4.  | Liga de Cundinamarca  | 3   | 0  | 3  | 3  | 126  | 195  |

- Todos los partidos se disputan en el Coliseo Rubén Darío Quintero de Rionegro.

| Ronda 7   | Ronda 7   | Ronda 7      | Ronda 7      | Ronda 7 | Ronda 7         | Ronda 7 |
| Local     | Resultado | Visitante    | Fecha        | Hora    | Transmisión     |         |
| --------- | --------- | ------------ | ------------ | ------- | --------------- | ------- |
| Power     | 53 : 61   | Guerreros    | 12 de agosto | 17:30   | Sin transmisión |         |
| Antioquia | 72 : 44   | Cundinamarca | 12 de agosto | 19:30   | Sin transmisión |         |

| Ronda 8      | Ronda 8   | Ronda 8   | Ronda 8      | Ronda 8 | Ronda 8         | Ronda 8 |
| Local        | Resultado | Visitante | Fecha        | Hora    | Transmisión     |         |
| ------------ | --------- | --------- | ------------ | ------- | --------------- | ------- |
| Cundinamarca | 33 : 55   | Power     | 13 de agosto | 11:30   | Sin transmisión |         |
| Antioquia    | 60 : 68   | Guerreros | 13 de agosto | 13:30   | Sin transmisión |         |

| Ronda 9   | Ronda 9   | Ronda 9      | Ronda 9      | Ronda 9 | Ronda 9         | Ronda 9 |
| Local     | Resultado | Visitante    | Fecha        | Hora    | Transmisión     |         |
| --------- | --------- | ------------ | ------------ | ------- | --------------- | ------- |
| Guerreros | 68 : 49   | Cundinamarca | 14 de agosto | 13:30   | Sin transmisión |         |
| Antioquia | 45 : 42   | Power        | 14 de agosto | 11:30   | Sin transmisión |         |

### Cuadrangular 2
| Pos | Equipos                 | PTS | PG | PP | PJ | PTFA | PTCO |
| --- | ----------------------- | --- | -- | -- | -- | ---- | ---- |
| 1.  | Hormigas de Santander   | 6   | 3  | 0  | 3  | 233  | 144  |
| 2.  | Universidad de Medellín | 5   | 2  | 1  | 3  | 198  | 188  |
| 3.  | Club Valtam             | 4   | 1  | 2  | 3  | 179  | 184  |
| 4.  | Liga de Bogotá          | 3   | 0  | 3  | 3  | 126  | 220  |

- Todos los partidos se disputan en el Coliseo UNAB de Bucaramanga.

| Ronda 7  | Ronda 7   | Ronda 7     | Ronda 7      | Ronda 7 | Ronda 7         | Ronda 7 |
| Local    | Resultado | Visitante   | Fecha        | Hora    | Transmisión     |         |
| -------- | --------- | ----------- | ------------ | ------- | --------------- | ------- |
| Bogotá   | 52 : 69   | U. Medellín | 13 de agosto | 16:00   | Sin transmisión |         |
| Hormigas | 72 : 53   | Valtam      | 13 de agosto | 18:00   | Sin transmisión |         |

| Ronda 8  | Ronda 8   | Ronda 8     | Ronda 8      | Ronda 8 | Ronda 8         | Ronda 8 |
| Local    | Resultado | Visitante   | Fecha        | Hora    | Transmisión     |         |
| -------- | --------- | ----------- | ------------ | ------- | --------------- | ------- |
| Valtam   | 61 : 35   | Bogotá      | 14 de agosto | 14:00   | Sin transmisión |         |
| Hormigas | 71 : 52   | U. Medellín | 14 de agosto | 16:00   | Sin transmisión |         |

| Ronda 9     | Ronda 9   | Ronda 9   | Ronda 9      | Ronda 9 | Ronda 9         | Ronda 9 |
| Local       | Resultado | Visitante | Fecha        | Hora    | Transmisión     |         |
| ----------- | --------- | --------- | ------------ | ------- | --------------- | ------- |
| U. Medellín | 77 : 65   | Valtam    | 15 de agosto | 9:00    | Sin transmisión |         |
| Hormigas    | 90: 39    | Bogotá    | 15 de agosto | 11:00   | Sin transmisión |         |

## Cuadrangular semifinal
| Pos | Equipos                 | PTS | PG | PP | PJ | PTFA | PTCO |
| --- | ----------------------- | --- | -- | -- | -- | ---- | ---- |
| 1.  | Indeportes Antioquia    | 6   | 3  | 0  | 3  | 179  | 107  |
| 2.  | Hormigas de Santander   | 4   | 1  | 2  | 3  | 188  | 197  |
| 3.  | Universidad de Medellín | 4   | 1  | 2  | 3  | 182  | 183  |
| 4.  | Guerreros de Bogotá     | 4   | 1  | 2  | 3  | 128  | 179  |

- Todos los partidos se disputan en el Coliseo Universidad de Medellín en Medellín.

| Ronda 10    | Ronda 10  | Ronda 10  | Ronda 10     | Ronda 10 | Ronda 10        | Ronda 10 |
| Local       | Resultado | Visitante | Fecha        | Hora     | Transmisión     |          |
| ----------- | --------- | --------- | ------------ | -------- | --------------- | -------- |
| Antioquia   | 76 : 55   | Hormigas  | 19 de agosto | 18:00    | Sin transmisión |          |
| U. Medellín | 47 : 48   | Guerreros | 19 de agosto | 20:00    | Sin transmisión |          |

| Ronda 11    | Ronda 11  | Ronda 11  | Ronda 11     | Ronda 11 | Ronda 11        | Ronda 11 |
| Local       | Resultado | Visitante | Fecha        | Hora     | Transmisión     |          |
| ----------- | --------- | --------- | ------------ | -------- | --------------- | -------- |
| Guerreros   | 40 : 63   | Hormigas  | 20 de agosto | 17:00    | Sin transmisión |          |
| U. Medellín | 56 : 65   | Antioquia | 20 de agosto | 19:00    | Sin transmisión |          |

| Ronda 12    | Ronda 12  | Ronda 12  | Ronda 12     | Ronda 12 | Ronda 12        | Ronda 12 |
| Local       | Resultado | Visitante | Fecha        | Hora     | Transmisión     |          |
| ----------- | --------- | --------- | ------------ | -------- | --------------- | -------- |
| Antioquia   | 59 : 40   | Guerreros | 21 de agosto | 9:00     | Sin transmisión |          |
| U. Medellín | 81 : 70   | Hormigas  | 21 de agosto | 11:00    | Sin transmisión |          |

## Play-Off final
| Ronda 13 | Ronda 13  | Ronda 13  | Ronda 13     | Ronda 13 | Ronda 13    | Ronda 13 |
| Local    | Resultado | Visitante | Fecha        | Hora     | Transmisión |          |
| -------- | --------- | --------- | ------------ | -------- | ----------- | -------- |
| Hormigas | 62 : 41   | Antioquia | 26 de agosto | 19:00    | Canal TRO   |          |

| Ronda 14 | Ronda 14  | Ronda 14  | Ronda 14     | Ronda 14 | Ronda 14    | Ronda 14 |
| Local    | Resultado | Visitante | Fecha        | Hora     | Transmisión |          |
| -------- | --------- | --------- | ------------ | -------- | ----------- | -------- |
| Hormigas | 57 : 56   | Antioquia | 27 de agosto | 16:30    | Canal TRO   |          |

|                                              |
| Bandera de Colombia                          |
| Campeón Hormigas Inder Santander 1.er título |